# Irmintraut Schneider
Irmintraut Schneider (* 1911 in Stettin; † unbekannt) war eine deutsche Schwimmerin.

## Biografie
Irmintraut Schneider nahm an den Olympischen Sommerspielen 1928 in Amsterdam teil, zusammen mit Lotte Lehmann, Herta Wunder und Reni Erkens. Mit der deutschen Staffel über 4 × 100 m Freistil kam sie in 5:14,4 min mit einer Sekunde Rückstand hinter den drittplatzierten Südafrikanerinnen auf Platz vier (Gold ging an die Staffel aus den USA, die in 4:47,6 min unangefochten Weltrekord schwamm).